# スカイヤーズ5
『スカイヤーズ5』（スカイヤーズファイブ）は、TBS主導で企画・制作されたオリジナルテレビアニメ、およびそれに先行してコミカライズされた、1966年から1968年まで集英社の月刊誌『少年ブック』連載の川崎のぼる作画の漫画である。

## ストーリー
謎の首領に率いられた国際犯罪組織「ゴースト」のテロのために母と妹を失った青年・隼太郎は、国際警察の精鋭部隊「スカイヤーズ5」の隊員となって「ゴースト」の犯罪に挑む。

## 登場人物

### スカイヤーズ5
犯罪組織と直接対決する日本国際秘密警察の精鋭部隊。“キャプテン”と呼ばれるリーダーを含む5人のメンバーが、万能カー・スカイヤーズ号を主力武器として、潜入捜査や犯罪者との直接対決を行う。出動時には本部室の椅子がロケットのように飛び上がり、そのままスカイヤーズ号などの車両に飛び乗るというプロセスを採っている。
キャプテンを除く4人は、それぞれトランプのマーク（スート）をシンボルとしており、各自が固有のマークの入ったベストを着用している。各自の靴のかかと部分にロケット噴射装置が仕込まれており、これにより高く飛び上がったり高所から飛び降りることができる。
隼 太郎
S5号。シンボルマークはスペード。元は普通の青年だった。ゴーストを追っていた日本国際秘密警察の諜報員（実はユリの兄）からネクタイピン(ゴーストの情報が入ったマイクロフィルム入り)を託された事で、帰国時乗っていた旅客機がゴーストの潜水艦によるミサイル攻撃を受け、同乗していた母・キクエと妹・マリを含む150人の乗員乗客が命を失った。ただ一人生き残った彼は無人島に流れ着いた。そこでピーターと出会い、その後ピーターと共に停泊していた漁船に救助される。帰国時に2度にわたってゴーストの追撃を受けるが、2回目の襲撃の際にスカイヤーズのメンバーであるユリと知り合い、事件解決における功績を認められスカイヤーズに入隊した。トランプを手裏剣のように飛ばして敵を倒す特技を持ち、ロングバレルのワルサーP38を用いた射撃の名手でもある。
キャプテン
S1号。シンボルマークは無し。あごひげが特徴的なスーツ姿の中年の紳士で、常にパイプを手放さない。本部から指令を下す、沈着冷静な指揮官。
ポルカ
S2号。シンボルマークはダイヤ。風貌はスキンヘッドの小男で、コミカルな言動が目立つ。隊員としての技量は確かで、様々なギミックを搭載したクラシックカーを操って敵を翻弄する。サムソンとコンビを組んでの掛け合いが多い。小学館の学年誌では「手品が得意」と紹介されている。
ユリ
S3号。シンボルマークはハート。メンバーの紅一点で、S5号と組んで最前線に立つことが多い。最初に太郎をF-4ファントム戦闘機でゴーストの潜水艦の攻撃から救ったのも彼女である。兄・高峰キヨシも同じ諜報員（先代S5号）で、太郎にネクタイピンを託した後、命を落としている。
サムソン
S4号。シンボルマークはクラブ。他のメンバーよりも体格に恵まれた怪力男で、敵との格闘で真価を発揮する。言葉に九州弁が混じっており、涙もろい一面がある。
ピーター
第1話の飛行機へのミサイル攻撃で九死に一生を得た隼太郎が、漂着先の無人島で出会った白いジャガーの子供。母親(ブラックジャガー)を失った直後、ハゲタカの襲撃を受けていたところを太郎に救われ、拾われた。その事件解決に貢献したこともあり、そのままスカイヤーズのメンバーとして認められ、隊のマスコットになる。
白い鷹（敵としての名乗りで、スカイヤーズとしての名前は不明）
S6号。変装の達人であったがゴーストに捕えられ、催眠術によって「白い鷹」を名乗り、敵として現れる。戦いの末に催眠術は解けたが、己の悪事を悔い、悪者とともに自爆した。『少年ブック』版のみに登場した。

### ゴースト
国際犯罪組織。世界各地にアジトを持ち、死の商人として活動する一方、テロリズムや大規模犯罪も行う。その最終的な目的は不明。
その構成員は外すことのできない自爆装置つき腕時計を着用し、常に首領にその命を握られている。下っ端は黒いコートにボルサリーノというシカゴギャング・スタイルをしていることが多い。主な武器はM3サブマシンガン風の短機関銃と拳銃。黒いシップ型の大型潜水艦を密輸等では多用する。
ゴースト（首領）
組織「ゴースト」の首領であり、自身のこともゴーストと名乗っている。本部から出ることはなく、TVモニターで世界各地の部下と会話しながら、常に指先でコインを弾いている。部下に顔を隠しているわけではないが、映像ではコインを弾く手や、胸、足などがアップになる形で登場し、ついに最期まで顔を視聴者に見せることはなかった。
オロック
ゴーストのナンバー2。任務に失敗して処刑されるところをS5号に助けられる。後にゴーストを道連れに爆死する。

## テレビアニメ版

### 解説
TCJ （現・エイケン）製作。1967年10月4日から同年12月27日までTBS系列局でモノクロ版が放送されたが、物語の決着を見ないまま1クール・全12話（＋再放送1話）で終了した。
1971年4月にはテレビ新作を前提に小学館の学習雑誌での連載が開始されたが、新番組が中止となったため、わずか2か月で連載が終了した。
その半年後、カラー制作の新シリーズが実現し、1971年10月7日から1972年3月30日まで全26話が放送された。モノクロ版のエピソードをカラーリメイクした「ゴーストプランを砕け」と「消えた設計図」以外は全て新作エピソードとなっており、このシリーズでは物語が中断することもなく、スカイヤーズ5とゴーストとの最終決戦で最終回を迎えている。TBS側のプロデューサーの丸山崇は「川崎のぼるの原画の魅力を活かしたアクション活劇で、子供ばかりでなく家族全員で楽しめるように作った」と述べている。
モノクロ版には3話分の、カラー版には13話分（新作12話＋モノクロ版のリメイク作品「消えた設計図」）の未放送エピソードが存在する。

### キャスト
- S5号 隼太郎 - 仲村秀生
- S1号 キャプテン - 真木恭介
- S2号 ポルカ - 和久井節緒
- S3号 ユリ - 栗葉子
- S4号 サムソン - 神山卓三
- ゴースト - 高塔正康
- オロック - 小林清志

### スタッフ（カラー版）
- 原案 - 小泉太郎 / 石川喬司
- 漫画 - 川崎のぼる
- 音楽 - 司一郎
- 脚本 - 真弓典正、中野健次、安田多苗、藤村正太、山村正夫、高橋克雄
- 演出 - 佐々木治次、山本功、小野龍雄、河内功、村山徹、山口峯晴
- 編集 - 矢吹敏明
- 動画制作 - TCJ
- 企画制作 - TBS
- TBSプロデューサー（ノンクレジット） - 丸山崇[1]

エイケンの公式サイトでは以下のスタッフが公表されている。モノクロ版・カラー版共通。
- 原作 - 真田喬次郎
- 原案 - 小泉太郎 / 石川喬司
- 原画 - 川崎のぼる
- 構成・監督 - 河島治之
- 動画 - 大西清ほか
- 美術 - 泉谷実、五十嵐忠司
- 音楽 - 司一郎

### 主題歌
オープニングテーマ「スカイヤーズ5」
作詞 - 赤坂三平 / 作曲・編曲 - すぎやまこういち / 歌 - ハニー・ナイツ
挿入歌「スカイヤーズ・マーチ」
作詞 - 赤坂三平 / 作曲 - 司一郎、すぎやまこういち / 編曲 - すぎやまこういち / 歌 - 上高田少年合唱団
台詞 - 真木恭介、和久井節緒、栗葉子、神山卓三、仲村秀生
挿入歌「星よ風よ」（カラー版のみ）
作詞 - 赤坂三平 / 作曲・編曲 - 司一郎 / 歌 - 中村秀生

### サブタイトル
参考：DVD-BOX『想い出のアニメライブラリー第35集 スカイヤーズ5 BOX1・2』解説書

#### モノクロ版 (1967年)
| 話                                       | 放送日         | サブタイトル           |
| ---------------------------------------- | -------------- | ---------------------- |
| 1                                        | 1967年 10月4日 | ゴーストプランを砕け   |
| 2                                        | 10月11日       | 27は?の番号            |
| 3                                        | 10月18日       | ゴーストばんざい       |
| 4                                        | 10月25日       | チャンネルXを探せ      |
| 5                                        | 11月1日        | そのハンドルをはなすな |
| 6                                        | 11月8日        | 死神の遺産             |
| 7                                        | 11月15日       | アラジン作戦           |
| 8                                        | 11月22日       | 地獄のワルツ           |
| 9                                        | 11月29日       | 光れオーロラ           |
| 10                                       | 12月6日        | 王女の剣               |
| 11                                       | 12月13日       | 消えた宇宙人           |
| 12                                       | 12月20日       | 消えた設計図           |
| 未放送回                                 |                |                        |
| -                                        | 未放送         | 掟に降伏はない         |
| -                                        | 未放送         | 信号は黒だ             |
| -                                        | 未放送         | 銀嶺大作戦             |
| （12月27日には「光れオーロラ」を再放送） |                |                        |

#### カラー版 (1971年)
| 話       | 放送日         | サブタイトル            |
| -------- | -------------- | ----------------------- |
| 1        | 1971年 10月7日 | ゴーストプランを砕け    |
| 2        | 10月14日       | SOS黄金特急             |
| 3        | 10月21日       | その皮をはげ!           |
| 4        | 10月28日       | SOSレーザートーロン     |
| 5        | 11月4日        | マンモス鯨現わる!       |
| 6        | 11月11日       | ネプチュン号を奪いとれ! |
| 7        | 11月18日       | 虎穴に潜入せよ          |
| 8        | 11月25日       | その光を消すな          |
| 9        | 12月2日        | 悪魔のメロディ          |
| 10       | 12月9日        | ドクロ襲撃              |
| 11       | 12月16日       | 地獄への約束            |
| 12       | 12月23日       | オーロラは消すな        |
| 13       | 12月30日       | 裏切り者は消せ          |
| 14       | 1972年 1月6日  | 東京ゴースト応答せよ    |
| 15       | 1月13日        | 水爆発射10秒前!         |
| 16       | 1月20日        | 死闘に涙はない          |
| 17       | 1月27日        | アフリカの王子          |
| 18       | 2月3日         | 独裁者の幽霊            |
| 19       | 2月10日        | 爆破計画311A            |
| 20       | 2月17日        | 緊急指令M島へ飛べ       |
| 21       | 2月24日        | ゴースト帝国を爆破せよ  |
| 22       | 3月2日         | 地獄へのパスポート      |
| 23       | 3月9日         | 脱出                    |
| 24       | 3月16日        | 恐怖のスピードウェイ    |
| 25       | 3月23日        | 白い悪魔の要塞          |
| 26       | 3月30日        | スカイヤーズ・マーチ    |
| 未放送回 |                |                         |
| -        | 未放送         | 消えた設計図            |
| -        | 未放送         | 大魔像を倒せ            |
| -        | 未放送         | 吼えろ稲妻              |
| -        | 未放送         | ナイルの魔神            |
| -        | 未放送         | 呪いの宝石              |
| -        | 未放送         | その仮面をはずせ！      |
| -        | 未放送         | あの月に突込め          |
| -        | 未放送         | 0のエネルギー           |
| -        | 未放送         | 叫べピーター            |
| -        | 未放送         | 空気のない街            |
| -        | 未放送         | 燃えろ聖火              |
| -        | 未放送         | 愛国者よ眠れ!!          |
| -        | 未放送         | 四次元からの招待        |

### 放送局

#### モノクロ版
以下、特記の無い限り全て放送時間は水曜 19:00 - 19:30、同時ネット。
- TBS（キー局）
- 北海道放送：[2]
- 岩手放送[3]
- 東北放送[4]
- 福島テレビ：火曜 18:15 - 18:45[5]
- 新潟放送[4]
- 北陸放送[6]
- 信越放送[7]
- 静岡放送[8]
- 中部日本放送[9]

- 朝日放送[10]
- 山陰放送[11]
- 山陽放送[12]
- 中国放送[12]
- RKB毎日放送[13]
- 長崎放送[13]
- 熊本放送[13]
- 大分放送[14]
- 宮崎放送[15]
- 南日本放送[15]

#### カラー版
以下、特記の無い限り全て放送時間は木曜 19:00 - 19:30、同時ネット。
- TBS（キー局）
- 北海道放送：[16]
- 青森テレビ：火曜 18:00 - 18:30[17]
- 岩手放送[18]
- 秋田放送：月曜 17:30 - 18:00[19]
- 山形テレビ：火曜 18:00 - 18:30[20]
- 東北放送[21]
- 福島テレビ[21]
- 新潟放送[22]
- 信越放送[23]
- テレビ山梨[24]
- 静岡放送[24]
- 中部日本放送[25]

- 朝日放送[26]
- 山陰放送[27]
- 山陽放送[28]
- 中国放送[28]
- テレビ高知[29]
- RKB毎日放送[30]
- 長崎放送[30]
- 熊本放送[30]
- 大分放送[31]
- 宮崎放送[32]
- 南日本放送：金曜 18:00 - 18:30[32]
- 琉球放送[33]

### ビデオソフト化・再放送について
1984年に東映ビデオから発売された、TCJ・エイケン作品を1話ずつカップリング収録したビデオ『エイケンTVアニメグラフィティ2』にカラー版の第12話「オーロラを消すな」が収録されており、長らくこれが唯一のビデオソフトとなっていた。
カラー版のオープニング・アイキャッチ・クロージング映像のみであれば『エイケンTVアニメ主題歌大全集1』（LD・VHS・DVD／東映ビデオ）でも視聴可能だが、エンディングとモノクロ版は未収録で、カラー版オープニングは他局での再放送用である。
1990年代にカラー版がキッズステーションで再放送され、2007年8月にはカラー版がニューマスター仕様でホームドラマチャンネルにて放送されている。また、モノクロ版が2015年にTBSチャンネル2で放送された。こちらでは第1話・第2話・第12話の計3話分が放送され、オープニングはオリジナル版となっている。しかし、第12話はカラー版であった。カラー版の放送リストには無いため、カラー版では未放送であった可能性がある。2017年8月、キッズステーション「甦る昭和のテレビヒーロー」枠で、カラー版の第1話と最終話が放映された。
2015年4月24日にTCエンタテインメントから『想い出のアニメライブラリー』の一環として、モノクロ版全話とカラー版13話を収録したDVD-BOXが発売された。これにより、モノクロ版が初めて映像ソフト化された。同年5月29日には、カラー版の残り26話を収録したDVD-BOXも発売された。なお、後者の映像特典には、先述の映像ソフト収録やCS放送で使用された他局での再放送用オープニングを収録したため、初めてオリジナル版オープニングが日の目を見ることとなる。

### コミカライズ
小学館の学習雑誌に連載。
- 小学一年生 1971年12月号 - 1972年4月号（作画 - 林ひさお）
- 小学二年生 1971年12月号 - 1972年4月号（作画 - いいだひろ詩）
- 小学三年生 1971年12月号 - 1972年3月号（作画 - 磯田和一）
- 小学四年生 1971年12月号 - 1972年3月号（作画 - 斎藤ゆずる）